# Reinhoud D’Haese

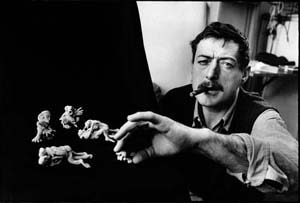
Reinhoud D’Haese (1964)

Reinhoud D’Haese (* 21. Oktober 1928 in Geraardsbergen, Belgien; † 1. Juli 2007 in Paris, Frankreich) war ein belgischer Bildhauer und Mitglied der Künstlervereinigung CoBrA.

## Leben und Werk
Reinhoud D’Haese wurde in eine Künstlerfamilie hineingeboren und wuchs mit seinem Bruder Roel D’Haese (1921–1996) und seiner Schwester Begga D’Haese (* 1939) in der Provinz Ostflandern auf. Als Künstler führte er den Namen Reinhoud. Anfänglich machte er eine Ausbildung als Goldschmied und studierte anschließend von 1947 bis 1951 Metall und Skulptur an der École d’architecture et des arts décoratifs in Brussel.
1949 arbeitete er am Umbau der Ateliers du Marais in Brüssel mit und war einer der ersten, die dort künstlerisch tätig wurden. Dadurch kam er in Kontakt mit Pierre Alechinsky und der Künstlervereinigung CoBrA. Reinhoud fertigte Objekte in Metall. Vier Arbeiten von ihm wurden 1941 auf der CoBrA-Ausstellung in Lüttich gezeigt. Weitere Ausstellungen mit der Künstlergruppe folgten. 1957 erhielt Reinhoud den Preis „Young Belgian Sculpture“ und 1959 ein belgisches Staatsstipendium. 1983 realisierte er das Kunstwerk „Stop the Run“ in der
“Ossegem metro station” in Brüssel.

„Der Bildhauer Reinhoud, an der Umwandlung der Ateliers an der Rue du Marais direkt beteiligt, findet erst 1958 seinen persönlichen Ausdruck. Von da an schenkt er der COBRA–Familie in Form rätselhafter und witziger Phantasiefiguren in Metall (und kleinerer aus Brotteig) eine ganze Schar von Kindern.“